# 1909 v hudbě
Na této stránce naleznete seznam událostí souvisejících s hudbou, které proběhly roku 1909.

## Události
- 06. února – Scherzo Fantastique Igora Stravinského mělo premiéru pod taktovkou Alexandra Silotiho v Petrohradě.[1]
- 12. února – Dirigent Max Fiedler uvedl premiéru Symfonie B moll Ignace Paderewského s Bostonskou Filharmonií.[1]
- 16. března – Natállie a Sergej Kusevickijští založili hudební vydavatelství nazvané Éditions Russes de Musique v Moskvě. Pobočky byly v Německu a Francii. Prvním vydaným skladatelem byl Alexandr Nikolajevič Skrjabin.[2]
- 26. března - I. Symfonie f-moll Karola Szymanowského měla premiéru ve Varšavě.[1]
- 09. dubna – Trois chansons de Charles d'Orleans Claude Debussyho pro sbor a capella měla premiéru v Paříži. Dirigoval autor.[1]
- 01. května -  Sergej Rachmaninov dirigoval v Moskvě svou symfonickou báseň pro orchestr a-moll Ostrov mrtvých.[1]
- 22. listopadu – Druhá suita pro malý orchestr Bély Bartóka měla premiéru v Budapešti.[1]
- 26. listopadu – Na Cambridgské univerzitě uvedl Ralph Vaughan Williams premiéru svých Vos ("The Wasps") pro tenor, baryton, mužský sbor a orchestr.[3]
- 28. listopadu – Americký dirigent Walter Damrosch dirigoval v New Yorku premiéru Klavírního koncertu č.3 d moll Sergej Rachmaninova, který hrál sólový part.[3]
- 12. prosince – Premiéra scherza pro orchestr Kikimora Anatolije Ljadova v Petrohradě. Orchestr dirigoval Alexandra Silotiho.[3]

## Opera a balet
- 25. ledna – V Drážďanech se konala premiéra jednoaktové opery Richarda Strausse Electra.[4]
- 19. února – Opera Bedřicha Smetany Prodaná nevěsta měla premiéru v Metropolitní opeře v New Yorku. Dirigoval Gustav Mahler, Mařenku zpívala Ema Destinnová.[4]
- 26. dubna – V Covent Garden v Londýně uvedli operu Samson a Dalila francouzského skladatele Camille Saint-Saënse poprvé na anglickém jevišti.[4]
- 05. května – Premiéra opery Jules Masseneta Bakchus v pařížské opeře.[4]
- 07. října – Posmrtná premiéra opery Zlatý kohoutek ruského skladatele Nikolaje Rimského-Korsakova v Solodovnikově divadle v Moskvě.[4]

## Narození
- 10. ledna – Gunnar Berg, dánský hudební skladatel († 25. srpen 1989)[3]
- 11. ledna – Rudolf Kubín, český violoncellista a hudební skladatel († 11. ledna 1973)
- 15. ledna
  - Gene Krupa, americký bubeník († 16. října 1973)
  - Elie Siegmeister, americký hudební skladatel († 16. října 1973)[3]
- 19. ledna – Hans Hotter, německý baritonista († 6. prosince 2003)[3]
- 05. únor - Grażyna Bacewicz, polská hudební skladatelka a houslistka († 10. března 1991)
- 17. února – Marjorie Lawrence australská sopranistka († 13. ledna 1979)
- 09. dubna – Robert Helpmann, australský tanečník a choreograf († 28. září 1986)[3]
- 25. dubna – Jaroslav Doubrava, český hudební skladatel († 2. října 1960)
- 09. května – Lew Christensen, americký tanečník a choreograf († 9. října 1984)[3]
- 20. května – Erich Kunz, rakouský operní pěvec († 8. září 1995)[3]
- 16. června – Willi Boskovsky, rakouský houslista a dirigent († 21. duben 1991)[3]
- 24. června – Milton Katims, americký houslista a dirigent († 27. února 2006)[3]
- 13. července – Paul Constantinescu, rumunský hudební skladatel († 20. prosince 1963)[3]
- 25. července – Ginandrea Gavazzeni, italský dirigent († 5. února 1996)[3]
- 06. srpna – Karl Ulrich Schnabel, německý klavírista a hudební skladatel († 27. srpen 2001)[3]
- 15. srpna – Maxmilián Hájek, český hudební skladatel, sbormistr a dirigent († 16. března 1969)
- 22. srpna – Vitya Vrinsky, ruský klavírista († 28. června 1992)[3]
- 05. září – Marie Podvalová, česká operní pěvkyně († 16. května 1992)
- 20. září – Richard Týnský, český dirigent a hudební skladatel († 30. října 1974)
- 22. září – Václav Dobiáš, český hudební skladatel († 22. května 1978)
- 03. listopadu – Jaroslav Pejša, český hudební skladatel († 24. července 1973)
- 08. listopadu – Norman Lloyd, americký skladatel († 31. července 1980)[5]
- 10. prosince – Otakar Kraus, český operní pěvec († 28. července 1980)[5]

## Úmrtí
- 14. ledna – Quido Havlasa, český hudební skladatel a varhaník (* 2. května 1839)
- 15. ledna – Ernest Reyer, francouzský hudební skladatel (* 2. května 1839)[3]
- 27. dubna – Heinrich Conried, rakouský operní manažér (* 30. září 1855)[3]
- 06. května – Fanny Cerito, italská baletka romantické éry (* 11. května 1817)[3]
- 18. května – Isaac Albéniz, španělský hudební skladatel (* 29. května 1860)[3]
- 01. června – Giuseppe Martucci, italský klavírista a dirigent (* 6. ledna 1856)[3]
- 27. srpna – František Janeček, slovenský hudební skladatel a varhaník (* 22. ledna 1837)
- 06. října – Dudley Buck, americký hudební skladatel a varhaník (* 22. ledna 1837)[5]
- 10. listopadu – Alois Hnilička, český hudební skladatel (* 21. března 1826)
- 05. prosince – Ebenzer Prout, anglický hudební teoretik (* 5. prosince 1909)[5]
- 15. prosince – Francisco Tárrega, španělský kytarista a hudební skladatel (* 6. října 1909)[5]